# DNA (Anna F.)
DNA è un singolo della cantante austriaca Anna F., pubblicato l'11 ottobre 2013 come primo estratto dal secondo album in studio King in the Mirror.

## Descrizione
Il brano è stato scritto da Simon Triebel, Jimmy Harry, Anna F. e Philipp Steinke, che ha curato anche la produzione.

## Successo commerciale
Il singolo ha ottenuto un discreto successo commerciale in Austria e in Italia, entrando nella top 20 delle classifiche dei singoli.

## Tracce
Digital
1. DNA (Original Version) – 3:21
2. DNA (Abby Remix) – 5:41
3. DNA (Stefano Ritteri Remix) – 6:53
4. DNA (Abby Dub Remix) – 5:43
5. DNA (Video)

## Classifiche
| Classifica (2013) | Posizione raggiunta |
| ----------------- | ------------------- |
| Austria           | 15                  |
| Italia            | 19                  |